# Monte Carlo (2001)
Monte Carlo is een Nederlandse film uit 2001 van Norbert ter Hall. Het is gebaseerd op een verhaal van Robert Alberdingk Thijm. De film heeft als alternatieve titels The Road to Monaco.
De film won een Grolsch Film Award op het Nederlands filmfestival.

## Verhaal
De rijke weduwe Constance wil nog eenmaal de route door het landschap van Frankrijk naar Monaco rijden, iets wat ze al eens had gedaan met haar Franse man. Ze wil dat het liefst doen met haar zoon Harald, maar die vindt dat hij het familiebedrijf moet leiden. Daarom huurt hij een chauffeur in, een monteur genaamd Danny Schat. Na een dag van vertrek heeft Danny al spijt van zijn beslissing om Constance te rijden, omdat ze maar blijft klagen. Langzaamaan ontstaat er toch een vriendschap tussen beiden, nadat ze allerlei avonturen beleven. Op het einde spelen sentimenten beiden parten.

## Rolverdeling
- Kitty Courbois - Weduwe van Tuyl van Serooskerken (Constance)
- John Wijdenbosch - Danny Schat
- Paul Hoes - Harald
- Hans Veerman - Garage eigenaar
- Daniel Rovai - Politie inspecteur
- Odile Bouineau - Tolk bij Politie bureau